# Jean-Charles Soria
Ne doit pas être confondu avec Jean-Charles Sournia.
 (janvier 2021).
Jean-Charles Soria, né le 20 avril 1971, est un médecin oncologue et un chercheur français. 
Professeur de médecine et d'oncologie médicale à l'université Paris-Saclay il est expert en médecine de précision, immunothérapie, et en essais précoces en oncologie. Mondialement connu pour ses recherches sur le cancer du poumon, il a été directeur de Gustave Roussy, l'un des principaux centre de lutte contre le cancer (CLCC). Il a du quitter ses fonctions au sein de Gustave Roussy fin juillet 2021 pour des raisons personnelles. Il a été nommé Senior Vice President chez Amgen chargé du portefeuille en cancérologie.

## Parcours
Oncologue médical et professeur de médecine à l’université Paris-Saclay, il est titulaire d’un doctorat de sciences en biologie moléculaire, et a complété sa formation pendant deux années au MD Anderson Cancer Center à Houston, où il a également été professeur adjoint de 2013 à 2017. 
Il a été membre élu du Conseil national des universités, section cancérologie pendant trois années, et Directeur du SIRIC Socrate de Gustave Roussy  de 2012 à 2017. En 2013, après avoir été Chef du Service d'Innovation Thérapeutique et Essais Précoces pendant 5 ans, il crée le Département d'Innovation Thérapeutique et Essais Précoces au sein de Gustave Roussy, qu'il dirige pendant 4 ans. 
Il a été formé à la Harvard Business School au management de la santé en 2017-2018, et devient en 2017 Senior Vice-President Research & Development Oncology chez AstraZeneca à Gaithersburg, où il dirige les équipes chargées de la stratégie et du développement des nouvelles molécules en immuno-oncologie, thérapie cellulaire et anticorps conjugués.
En janvier 2020, il nommé Directeur Général de l'Institut Gustave Roussy, premier centre de lutte contre le cancer d'Europe, cette nomination est acclamée par les acteurs du secteur qui mettent en exergue son dynamisme, sa vision de la médecine de demain, son expertise en cancérologie mais aussi son sens du management et du consensus .
Jean-Charles Soria figure depuis 2017 dans la liste des chercheurs les plus influents au monde.  
En février 2021 a eu lieu le lancement du Conseil stratégique des industries de santé 2021 (CSIS), le président de la République, Emmanuel Macron, a fixé à ce Conseil un objectif ambitieux : faire de la France une nation leader en matière d’industrie et d’innovation en santé. Le Gouvernement a décidé de confier à cinq personnalités qualifiées le pilotage du CSIS 2021 pour analyser des options ambitieuses d’évolution de nos politiques publiques dans le domaine, aller à la rencontre des acteurs majeurs de la santé et de l’innovation dans notre pays, et proposer une vision stratégique commune permettant de répondre aux ambitions gouvernementales. Jean-Charles Soria est l'une des cinq personnalités qualifiées choisie par le Gouvernement. Le rapport CSIS a conduit au plan Innovation Santé 2030 par lequel le Président de la République, Emmanuel Macron, annonce un plan d’investissement de 7 milliards d’euros en innovation en santé.
Jean-Charles Soria a été co-créateur du biocluster en oncologie, le Paris Saclay Cancer Cluster. Sanofi, Gustave Roussy, l’Inserm, l’Institut Polytechnique de Paris et l’Université Paris-Saclay s’engagent pour faire émerger en France une médecine personnalisée à travers ce cluster centré sur le patient.

## Prix et distinctions
- 2009 : prix Gallet et Breton[12] de l'Académie Nationale de Médecine (ANM)
- 2014 : prix Cino Del Duca décerné par l' Académie Nationale de Sciences, Institut de France[13]
- 2018 : 
  - prix d'honneur TAT 2018 (Targeted Anticancer Therapy Award) pour le développement de médicaments anticancéreux[14]
  - European Society of Medical Oncology (ESMO) award[15]

## Activité éditoriale
Jean-Charles Soria a été le rédacteur en chef d'Annals of Oncology de 2014 à 2017. Durant cette période, le facteur d'impact de la revue est passé de 6.578 en 2013 à 13.926 en 2017. 
Depuis 2018 il est rédacteur en chef adjoint de Clinical Cancer Research.
Il est également membre du comité éditorial des revues Lancet Oncology, Journal of Clinical Oncology, Nature Reviews Clinical Oncology, Critical Reviews in Onco-Hematology, European Journal of Cancer, Jourbal of Thoracic Oncology et Clinical Lung Cancer ; ainsi que relecteur de New England Journal of Medicine, Lancet, Nature, Cancer Research, Cancer Research, Clinical, Annals of Oncology, Cancer Letter, Lung Cancer, Journal of Thoracic Oncology, Bulletin du Cancer, Médecine Sciences.
Il est l'auteur ou le co-auteur de plus de 630 publications parues dans des revues scientifiques internationales de premier plan. Ces publications portent sur le cancer du poumon, les thérapies moléculaires ciblées, les essais thérapeutiques précoces, la recherche translationnelle et l'évaluation des biomarqueurs.

## Sociétés savantes
Jean-Charles Soria fut membre fondateur de nombreuses sociétés savantes, notamment de l’Association d’Enseignement et de Recherche des Internes en Oncologie (AERIO), au sein de laquelle il fut aussi Secrétaire Générale (1995-1998), du comité directeur de la Postdoctoral Association M.D. Anderson Cancer Center (1999-2001), du groupe européen Flims Alumni Club (FAC) de 2001 à 2003, groupe dont il fut aussi Président.
Entre 2002 et 2009 membre du comité de la Ligue Contre le Cancer, Comité de l’Essonne, de l’Educational Committee de l’ESMO, de l’ASCO Committee planning, du Comité Excecutif de l’ESMO (European Society of Medical Oncology).
Depuis 1996 il est membre de l’ESMO, de l’ASCO, de l’AACR et de l’EACR, de la SFC et de la FFOM ; et depuis 2017 il est membre de la Society of Immunotherapy of Cancer et membre élu de l'Academy of Cancer Science et de l'Academy of Europe.